# Stara Sil
Stara Sil (în ucraineană Стара Сіль) este o așezare de tip urban din raionul Starîi Sambir, regiunea Liov, Ucraina. În afara localității principale, mai cuprinde și satele Stara Ropa și Tvari.

## Demografie
Componența lingvistică a așezării de tip urban Stara Sil
     Ucraineană (98,2%)
     Alte limbi (0,57%)
Conform recensământului din 2001, majoritatea populației așezării de tip urban Stara Sil era vorbitoare de ucraineană (98,2%), existând în minoritate și vorbitori de polonă (1,23%).